# Briefmarken-Jahrgang 1956 der Deutschen Bundespost
Der Briefmarken-Jahrgang 1956 der Deutschen Bundespost umfasste 22 Sondermarken.

## Liste der Ausgaben und Motive
Legende
- Bild: Eine bearbeitete Abbildung der genannten Marke. Das Verhältnis der Größe der Briefmarken zueinander ist in diesem Artikel annähernd maßstabsgerecht dargestellt. Sollten keine Marken abgebildet sein, liegt es daran, dass das Urheberrecht des Künstlers noch nicht erloschen ist.
- Beschreibung: Eine Kurzbeschreibung des Motivs und/oder des Ausgabegrundes. Bei ausgegebenen Serien oder Blocks werden die zusammengehörigen Beschreibungen mit einer Markierung versehen eingerückt.
- Wert: Der Frankaturwert der einzelnen Marke in Pfennig. Ein „+“ bedeutet, dass es sich um eine Zuschlagsmarke handelt (= Frankaturwert + Spende).
- Ausgabedatum: Das Datum des erstmaligen Verkaufs dieser Briefmarke.
- Gültig bis: Das Datum, an dem die Gültigkeit endete.
- Auflage: Soweit bekannt, wird hier die zum Verkauf angebotene Anzahl dieser Ausgabe angegeben.
- Entwurf: Soweit bekannt, wird hier angegeben, von wem der Entwurf dieser Marke stammt.
- Mi.-Nr.: Diese Briefmarke wird im Michel-Katalog unter der entsprechenden Nummer gelistet.

| Sondermarken | |                  |                       |                   |            |                             |       |
| Bild         | Beschreibung | Werte in Pfennig | Ausgabe- datum (1956) | gültig bis        | Auflage    | Entwurf                     | MiNr. |
|              | 125. Geburtstag von Heinrich von Stephan (1831–1897) Stephan war Mitbegründer des Weltpostvereins                                                          | 20               | 7. Januar             | 30. Juni 1957     | 10.000.000 | Arthur Schraml              | 227   |
|              | 200. Geburtstag von Wolfgang Amadeus Mozart (1756–1791) Komponist der Wiener Klassik                                                                       | 10               | 27. Januar            | 30. Juni 1957     | 20.000.000 | Michel + Kieser             | 228   |
|              | 100. Todestag von Heinrich Heine (1797–1856) Dichter und Journalist                                                                                        | 10               | 17. Februar           | 30. Juni 1957     | 10.000.000 | Müller und Karl Oskar Blase | 229   |
|              | 1000 Jahre Lüneburg alter Drehkran vor historischen Bürgerhäusern als Kulisse                                                                              | 20               | 2. Mai                | 31. Dezember 1957 | 5.000.000  | Alfred Mahlau               | 230   |
|              | Olympisches Jahr Wertziffer in griechischem Design und Olympische Ringe                                                                                    | 10               | 9. Juni               | 31. Dezember 1957 | 20.000.000 | Hermann Bentele             | 231   |
|              | Für die Jugend - Ein Junge, verschiedene Symbole, Zuschlagmarke                                                                                            | 7+3              | 21. Juli              | 31. Dezember 1957 | 2.000.000  | Michel + Kieser             | 232   |
|              | - Ein Mädchen mit Flöte und verschiedenen Symbolen, Zuschlagmarke                                                                                          | 10+5             | 21. Juli              | 31. Dezember 1957 | 2.000.000  | Michel + Kieser             | 233   |
|              | 100. Todestag von Robert Schumann Komponist | 10               | 28. Juli              | 31. Dezember 1958 | 20.000.000 | Michel + Kieser             | 234   |
|              | Deutscher Evangelischer Kirchentag - Die Marke zeigt das Symbol des Deutschen Evangelischen Kirchentages, das Jerusalemkreuz                               | 10               | 8. August             | 31. Dezember 1958 | 10.000.000 | Herbert Stelzer             | 235   |
|              | - Die Marke zeigt das Symbol des Deutschen Evangelischen Kirchentages, das Jerusalemkreuz                                                                  | 20               | 8. August             | 31. Dezember 1958 | 10.000.000 | Herbert Stelzer             | 236   |
|              | 1. Todestag von Thomas Mann (1875–1955) Erzähler und Schriftsteller, Thomas Mann erhielt 1929 den Nobelpreis für Literatur                                 | 20               | 11. August            | 31. Dezember 1958 | 10.000.000 | Karl Hans Walter            | 237   |
|              | 800 Jahre Abteikirche Maria Laach Die Abtei Maria Laach bei Mendig in der Eifel ist eine hochmittelalterliche Klosteranlage, zwischen 1093 und 1216 erbaut | 20               | 24. August            | 31. Dezember 1958 | 10.000.000 | Ernst Göhlert               | 238   |
|              | Deutscher Katholikentag - Die Marke zeigt den Grundriss des Kölner Doms und eine zum Schwur gehobene Hand                                                  | 10               | 29. August            | 31. Dezember 1958 | 10.000.000 | Josef Fassbender            | 239   |
|              | IPA, Internationale Polizeiausstellung - Die Marke zeigt eine gehobene Hand hinter einer Weltkarte                                                         | 20               | 1. September          | 31. Dezember 1958 | 10.000.000 | Michel + Kieser             | 240   |
|              | Europamarke - Die Marke zeigt das Wort Europa senkrecht in einem Stahlgerüst vor einer Europafahne                                                         | 10               | 15. September         | 31. Dezember 1958 | 68.000.000 | Gonzague                    | 241   |
|              | - Die Marke zeigt das Wort Europa senkrecht in einem Stahlgerüst vor einer Europafahne                                                                     | 40               | 15. September         | 31. Dezember 1958 | 28.000.000 | Gonzague                    | 242   |
|              | Helfer der Menschheit, Medizinische Berufe - Hebamme mit Kind                                                                                              | 7+3              | 1. Oktober            | 31. Dezember 1958 | 3.800.000  | Bert Jäger                  | 243   |
|              | - Ignaz Semmelweis (1818–1865) Ungarischer Arzt, er führte als erster Hygienevorschriften für Ärzte und Krankenhauspersonal ein                            | 10+5             | 1. Oktober            | 31. Dezember 1958 | 6.000.000  | Bert Jäger                  | 244   |
|              | - Mutter an Kinderwiege | 20+10            | 1. Oktober            | 31. Dezember 1958 | 5.500.000  | Bert Jäger                  | 245   |
|              | - Kinderschwester mit spielenden Kindern | 40+10            | 1. Oktober            | 31. Dezember 1958 | 2.000.000  | Bert Jäger                  | 246   |
|              | Tag der Briefmarke - Die Marke zeigt eine Brieftaube mit einem Brief im Schnabel                                                                           | 10               | 27. Oktober           | 31. Dezember 1958 | 20.000.000 | Uli Huber                   | 247   |
|              | Kriegsgräberfürsorge - Die Marke zeigt einige Grabkreuze                                                                                                   | 10               | 17. November          | 31. Dezember 1958 | 50.000.000 | Herbert Kern                | 248   |

## Besonderheit
Die Marke zum tausendjährigen Jubiläum Lüneburgs (Michel-Nr. 230) war zugleich die letzte Sondermarke ohne Zuschlag, die in lediglich fünf Millionen Exemplaren hergestellt wurde. Danach gab es Anfang der 1970er noch zweimal Ausgaben mit knapp unter zehn Millionen Marken, alle anderen zuschlagfreien Sondermarken wurden zunächst mit einer Auflage von mindestens zehn, recht schnell zwanzig und mehr Millionen Exemplaren verausgabt, wobei einzelne Ausgaben auch Werte weit darüber erreichten.